# 福岡県道89号瀬高久留米線
福岡県道89号瀬高久留米線（ふくおかけんどう89ごう せたかくるめせん）は、福岡県みやま市から久留米市に至る県道（主要地方道）である。

## 概要
福岡県みやま市瀬高町上庄から久留米市荒木町白口に至る。みやま市内の区間は短い。一部に柳川市三橋町を通る区間がある。
起点のみやま市瀬高町上庄から柳川市三橋町を通って筑後市大字中折地に至るまでの区間は1車線の離合が不可能な区間があるうえ、進路変更も多く迷走しやすい。ほかに久留米市荒木町（JR九州鹿児島本線 荒木駅）付近にも1.5車線ほどの離合が困難な区間がある。
その一方で、筑後市大字中折地から久留米市荒木町荒木の荒木四差路交差点までの区間は2車線の整備された区間で、幅員が広く走りやすい。
久留米市荒木町白口にあるJR九州鹿児島本線の白口踏切から、終点の野伏間交差点までは時間帯によっては渋滞しやすい。野伏間（のぶすま）交差点は混雑解消を目的に右折レーンが新設されているが、同交差点から右折する車はほとんどなく、根本的な解決には至っていない。同区間の改良事業として荒木バイパス工区が2020年度（令和2年度）に事業化された。

### 路線データ
- 起点 : みやま市瀬高町上庄（御茶屋前交差点、国道443号上）
- 終点 : 久留米市荒木町白口（野伏間交差点、国道209号交点）
- 総延長：11.6 km

## 歴史
- 1993年（平成5年）5月11日 - 建設省から、県道瀬高西牟田久留米線が瀬高久留米線として主要地方道に指定される[1]。
- 2020年（令和2年）3月31日 - 福岡県告示第338号により、起点から福岡県道96号八女瀬高線交点間で経路を変更して、国道443号と重複する経路に変更[2]。
- 2021年（令和3年）2月9日 - 福岡県告示第113号により、荒木バイパス工区の区域を追加指定[3]。

## 路線状況

### 道路改築事業
- 荒木バイパス工区

福岡県久留米市荒木町荒木から同市荒木町白口に至る延長2.49 kmのバイパス。福岡県道756号中津白口線以南は2車線、以北は4車線で整備され鹿児島本線をアンダーパスする。

### 重複区間
- 国道443号（みやま市瀬高町上庄・御茶屋前交差点（起点） - みやま市瀬高町上庄、305 m[2]）
- 福岡県道96号八女瀬高線（みやま市瀬高町上庄 - みやま市瀬高町上庄・三軒屋前交差点、1,567 m[2]）
- 福岡県道703号柳川筑後線（筑後市大字中折地）
- 福岡県道706号筑後城島線（筑後市大字富久 - 筑後市大字西牟田）

### 道路施設

#### 橋梁
- 古島橋（沖端川、柳川市 - 筑後市）
- 倉屋敷橋（筑後市）
- 田中橋（筑後市）
- 梅木橋（筑後市）
- 富久橋（花宗川、筑後市）
- 浅ノ外橋（筑後市）
- 下富久橋（筑後市）
- 第二堀の口橋（筑後市）
- 若菜島橋（筑後市）
- 南田橋（筑後市）
- 高江橋（山ノ井川、筑後市）
- 野橋（筑後市）
- 高久橋（筑後市）
- 流中橋（筑後市）
- 平成橋（倉目川、筑後市）
- 三瀦大橋（久留米市）
- 今村橋（久留米市）
- 荒木橋（広川、久留米市）
- 鷺田橋（藤田浦川、久留米市）
- 井尻橋（久留米市）

## 地理

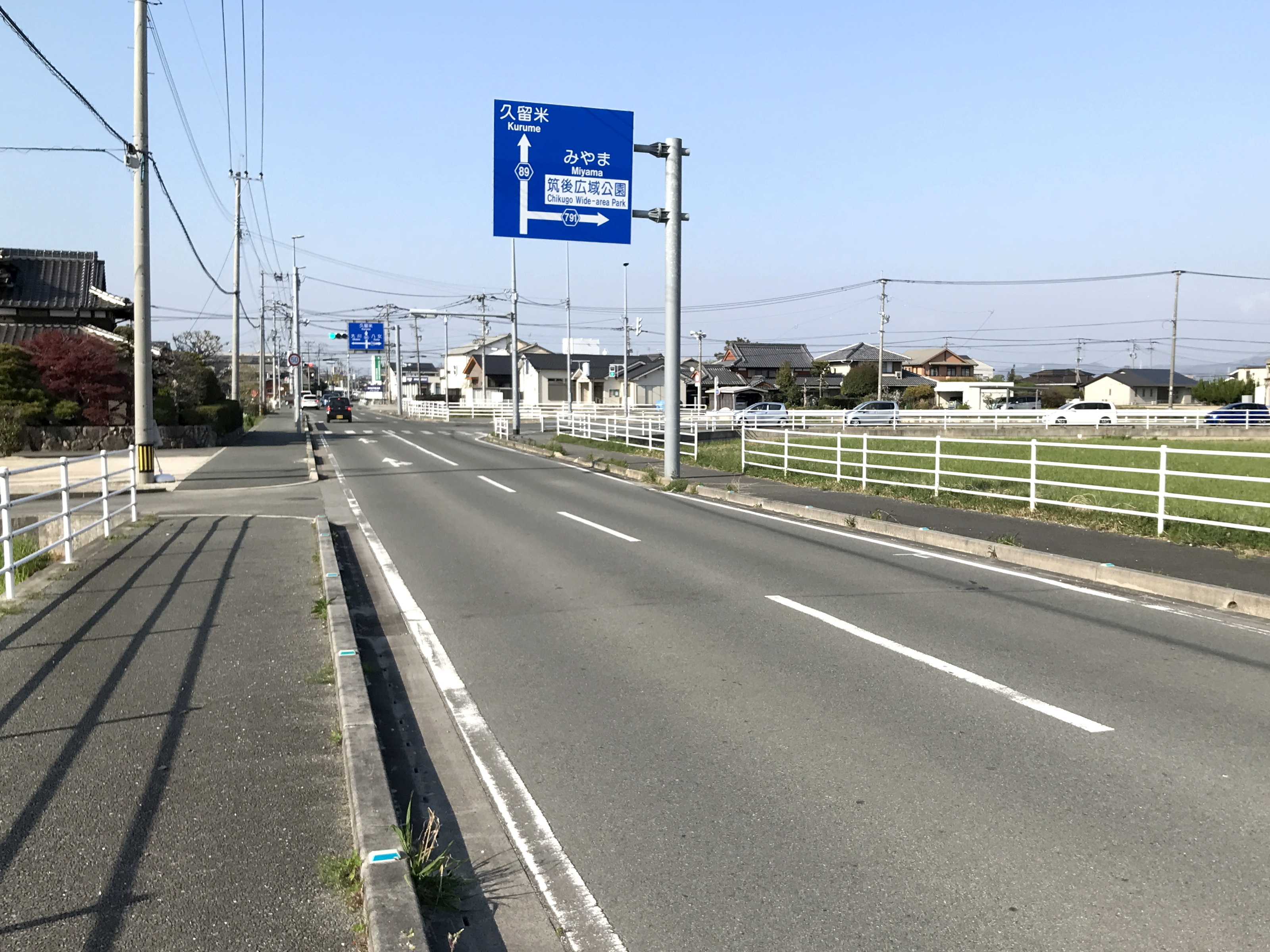
筑後市大字富久

### 通過する自治体
- みやま市
- 柳川市
- 筑後市
- 久留米市

### 交差する道路
| 交差する道路                                               | 市町村名 | 交差する場所 | 交差する場所                    |
| ---------------------------------------------------------- | -------- | ------------ | ------------------------------- |
| 国道443号 重複区間起点                                     | みやま市 | 瀬高町上庄   | 御茶屋前交差点 / 起点           |
| 国道443号 重複区間終点 福岡県道96号八女瀬高線 重複区間起点 | みやま市 | 瀬高町上庄   |                                 |
| 福岡県道96号八女瀬高線 重複区間終点                        | みやま市 | 瀬高町上庄   | 三軒屋前交差点                  |
| 福岡県道96号八女瀬高線                                     | 筑後市   | 大字下妻     |                                 |
| 福岡県道703号柳川筑後線                                    | 筑後市   | 大字中折地   |                                 |
| 福岡県道716号水田大川線                                    | 筑後市   | 大字古島     | 古島交差点                      |
| 福岡県道791号富久瀬高線                                    | 筑後市   | 大字富久     |                                 |
| 福岡県道706号筑後城島線 重複区間起点                       | 筑後市   | 大字富久     | 富久交差点                      |
| 福岡県道711号江島筑後線                                    | 筑後市   | 大字高江     |                                 |
| 国道442号                                                  | 筑後市   | 大字高江     | 高江交差点                      |
| 福岡県道706号筑後城島線 重複区間終点                       | 筑後市   | 大字西牟田   |                                 |
| 佐賀県道・福岡県道15号佐賀八女線                           | 筑後市   | 大字西牟田   | 西牟田交差点                    |
| 福岡県道762号古賀十八線                                    | 筑後市   | 大字西牟田   |                                 |
| 福岡県道84号三潴上陽線                                     | 久留米市 | 荒木町今     | 荒木町今交差点                  |
| 福岡県道763号宮本荒木線                                    | 久留米市 | 荒木町荒木   |                                 |
| 福岡県道756号中津白口線                                    | 久留米市 | 荒木町白口   |                                 |
| 福岡県道722号荒木停車場線                                  | 久留米市 | 荒木町白口   |                                 |
| 福岡県道754号武島白口線                                    | 久留米市 | 荒木町白口   |                                 |
| 国道209号 都市計画道路東合川野伏間線 / 上津藤光バイパス    | 久留米市 | 荒木町白口   | 野伏間（のぶすま）交差点 / 終点 |

### 交差する鉄道
- 鹿児島本線
- 九州新幹線

### 沿線
- 筑後市立下妻小学校
- 筑後市立二川小学校
- 天然田園温泉ふかほり邸
- 久留米市立荒木小学校
- JR九州鹿児島本線 荒木駅